# Revista Brasileira de Educação
A Revista Brasileira de Educação - RBE ou Rev. Bras. Educ. (ISSN: 1413-2478; online: 1809-449X) é um periódico científico brasileiro fundado em 1996 e mantido pela Associação Nacional de Pós-Graduação e Pesquisa em Educação (ANPEd) em parceria com pesquisadores e universidades do país e do exterior com foco na publicação de trabalhos científico-acadêmicos sobre educação.
A Revista Brasileira de Educação publica trabalhos originais em Português, Espanhol e Inglês por meio de seu sistema de submissão online. Todos os trabalhos submetidos à publicação na Revista são avaliados por pelo menos dois avaliadores anónimos (double blind ou duplo cego). Além dos editores, o corpo editorial da RBE é formado por uma Comissão Editorial e por um Conselho Editorial que reúne professores portadores do título de doutorado e com competência e experiência reconhecidas nas áreas de Pedagogia, Educação e outros saberes interdisciplinares. A RBE oferece acesso livre e imediato ao seu conteúdo, seguindo o princípio de que disponibilizar gratuitamente o conhecimento científico ao público proporciona maior democratização do conhecimento.

## Indexação
Atualmente a RBE é indexada nas seguintes bases e bibliotecas digitais:
- Bibliografia Brasileira de Educação (BBE/MEC/INEP);
- Edubase - Base de Dados de Artigos de Periódicos Nacionais em Educação da UNICAMP;
- Latindex - Sistema regional de información en línea para revistas científicas de América Latina, el Caribe, España y Portugal;
- La Red de Revistas Científicas de América Latina y El Caribe, España y Portugal - RedALyC[3];
- Directory of Open Access Journals (DOAJ);
- SCOPUS.

## ISSN
A Revista Brasileira de Educação está registrada no ISSN com o número da versão impressa de 1413-2478 e da edição online em 1809-449X.

## Contribuição científica do periódico
Trata-se de um periódico de alta qualidade acadêmica sendo avaliada dentro do extrato A1 do Qualis, que é o maior índice na avaliação de periódicos realizada pela CAPES. Esse periódico tem recebido essa avaliação para as áreas de Educação, Ensino, História e saberes interdisciplinares.
Ela já publicou artigos de pesquisadores importantes como o sociólogo francês Pierre Bourdieu, o economista brasileiro Paul Singer, o pedagogo brasileiro Dermeval Saviani, o filósofo brasileiro Carlos Roberto Jamil Cury, entre outros.
A RBE tem sido uma referência entre periódicos científicos do campo educacional, apresentando uma diversidade de artigos de representativo nível teórico, sobre as mais distintas vertentes que englobam a educação e a pedagogia, tendo sua produção teórica sendo objeto de investigações científico-acadêmicas.

## Ligações Externas
- ISSN 1413-2478
- Site oficial da RBE